# 58.ª Brigada Motorizada (Ucrânia)

Insígnia da 58.ª Brigada Motorizada

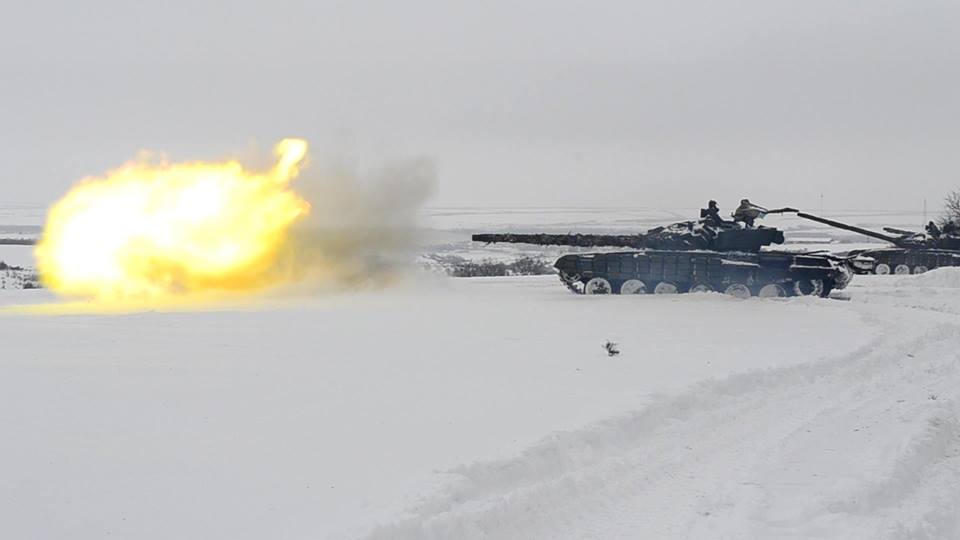
Blindados T-72 da 58ª Brigada.

A 58.ª Brigada Motorizada é uma formação das Forças Terrestres da Ucrânia. A brigada foi ativada em 17 de fevereiro de 2015 em Sume e assumiu o comando de três batalhões voluntários de defesa territorial. A brigada lutou por nove meses no leste da Ucrânia até ser guarnecida de volta em Konotop em 1.º de abril de 2018.
Inna Derusova, a primeira mulher a receber postumamente o título de Heroína da Ucrânia, ingressou nas Forças Armadas da Ucrânia em 2015 e atuou como médica de combate na brigada.